# Men ngọc (màu)
 #ACE1AF 
Màu men gốm (tính từ): nói về tông màu của một sản phẩm hoặc một dòng gốm.
Màu men gốm (danh từ): chỉ những sản phẩm mang sắc men có tính phân biệt hoặc tính đặc trưng.

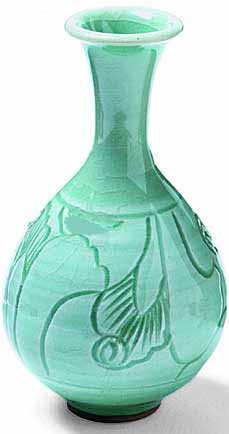
Bình gốm men celadon

Ví dụ: Khi nói đến men ngọc, màu men celadon, men celadon, celadon hoặc dòng gốm cổ Trung Hoa là ta hiểu ngay đó là sản phẩm tráng men có màu xanh lục-xanh nước biển nhạt (thực tế thường biến đổi từ lục xám nhẹ đến lục ngả vàng). Nó có tên gọi như vậy do người ta tìm thấy màu này chủ yếu trong nước men của đồ gốm có xuất xứ từ Trung Quốc.
Về mặt kỹ thuật, màu này được tạo thành bằng cách nung sản phẩm đã tráng men có chứa FeO, Cr2O3, NiO, SnO2 và TiO2 với hàm lượng thích hợp trong môi trường khử.

## Tọa độ màu
```
Số Hex
 = #ACE1AF

RGB
    (r, g, b)    =  (172, 225, 175)

CMYK
   (c, m, y, k) =  (21, 0, 19, 12)

HSV
    (h, s, v)    =  (123, 24, 88)
```